# 總理府
總理府（日語：総理府）是日本歷史上的一個行政機關，於1949年（昭和24年）成立，掌管內閣總理大臣所派任務及協調日本行政機關間政務，在2001年的中央省廳再編中併入內閣府。

## 歷史
- 1947年（昭和22年）5月3日－日本國憲法施行，既有內閣部門併入總理廳。
- 1948年（昭和23年）2月26日－作為軍營使用的廳舍遭燒毀。
- 1949年（昭和24年）6月1日 - 國家行政組織法及總理府設置法施行，總理廳改組為總理府。[1]
- 1956年（昭和31年）1月1日－設置原子力委員會（同年5月改隸科學技術廳）。
- 1958年（昭和33年）5月15日－設置特別地域聯絡局（日语：特別地域連絡局），管理沖繩及北方問題（1970年5月業務移交沖繩、北方對策廳（日语：沖縄・北方対策庁））。
- 1965年（昭和40年）5月19日－批准結社自由及組織保障公約、成立人事院作為中央最高人事機關。同時成立人事局作為勞動機關。
- 1966年（昭和41年）4月1日－成立青少年局（1968年6月業務移至青少年對策本部（日语：青少年委員会））。
- 1984年（昭和59年）7月1日－總理府的大多數業務轉移至新成立的總務廳。
- 2001年（平成13年）1月6日－在中央省廳再編中改組為内閣府。

## 歴代總理府總務長官
總理府是日本内閣下與各省並列的行政機關。
| 任次                       | 姓名           | 内閣               | 在任期間                        | 兼任職務                                                            |
| 總理府總務長官             | 總理府總務長官 | 總理府總務長官     | 總理府總務長官                  | 總理府總務長官                                                      |
| -------------------------- | -------------- | ------------------ | ------------------------------- | ------------------------------------------------------------------- |
| 1                          | 今松治郎       | 第一屆岸內閣       | 1957年8月1日 - 1958年6月12日    |                                                                     |
| 2                          | 松野賴三       | 第二屆岸內閣       | 1958年6月12日 - 1959年6月18日   |                                                                     |
| 3                          | 福田篤泰       | 第二屆岸內閣       | 1959年6月18日 - 1960年7月19日   |                                                                     |
| 4                          | 藤枝泉介       | 第一屆池田內閣     | 1960年7月19日 - 1960年12月8日   |                                                                     |
| 5                          | 藤枝泉介       | 第二屆池田內閣     | 1960年12月8日 - 1961年7月18日   |                                                                     |
| 6                          | 小平久雄       | 第二屆池田內閣     | 1961年7月18日 - 1962年7月18日   |                                                                     |
| 7                          | 德安實藏       | 第二屆池田內閣     | 1962年7月18日 - 1963年6月11日   |                                                                     |
| 總理府總務長官（認證官）   |                |                    |                                 |                                                                     |
| 7                          | 德安實藏       | 第二屆池田內閣     | 1963年6月11日 - 1963年7月18日   |                                                                     |
| 8                          | 野田武夫       | 第二屆池田內閣     | 1963年7月18日 - 1963年12月9日   |                                                                     |
| 9                          | 野田武夫       | 第三屆池田內閣     | 1963年12月9日 - 1964年7月18日   |                                                                     |
| 10                         | 臼井荘一       | 第三屆池田內閣     | 1964年7月18日 - 1964年11月9日   |                                                                     |
| 11                         | 臼井荘一       | 第一屆佐藤內閣     | 1964年11月9日 - 1965年5月18日   |                                                                     |
| 總理府總理長官（國務大臣） |                |                    |                                 |                                                                     |
| 11                         | 臼井莊一       | 第一屆佐藤內閣     | 1965年5月19日 - 1965年6月3日    |                                                                     |
| 12                         | 安井謙         | 第一屆佐藤內閣     | 1965年6月3日 - 1966年8月1日     |                                                                     |
| 13                         | 森清           | 第一屆佐藤內閣     | 1966年8月1日 - 1966年12月3日    |                                                                     |
| 14                         | 塚原俊郎       | 第一屆佐藤內閣     | 1966年12月3日 - 1967年2月17日   |                                                                     |
| 15                         | 塚原俊郎       | 第二屆佐藤內閣     | 1967年2月17日 - 1967年11月25日  |                                                                     |
| 16                         | 田中龍夫       | 第二屆佐藤內閣     | 1967年11月25日 - 1968年11月30日 |                                                                     |
| 17                         | 床次德二       | 第二屆佐藤內閣     | 1968年11月30日 - 1970年1月14日  |                                                                     |
| 18                         | 山中貞則       | 第三屆佐藤內閣     | 1970年1月14日 - 1972年7月7日    | 環境大臣（1971年7月1日至同月5日） 沖繩開發廳長官（1972年5月15日起） |
| 19                         | 本名武         | 第一屆田中角榮內閣 | 1972年7月7日 - 1972年12月22日   | 沖繩開發廳長官                                                      |
| 20                         | 坪川信三       | 第二屆田中角榮內閣 | 1972年12月22日 - 1973年11月25日 | 沖繩開發廳長官                                                      |
| 21                         | 小坂德三郎     | 第二屆田中角榮內閣 | 1973年11月25日 - 1974年12月9日  | 沖繩開發廳長官                                                      |
| 22                         | 植木光教       | 三木內閣           | 1974年12月9日 - 1976年9月15日   | 沖繩開發廳長官                                                      |
| 23                         | 西村尚治       | 三木內閣           | 1976年9月15日 - 1976年12月24日  | 沖繩開發廳長官                                                      |
| 24                         | 藤田正明       | 福田赳夫內閣       | 1976年12月24日 - 1977年11月28日 | 沖繩開發廳長官                                                      |
| 25                         | 稻村佐近四郎   | 福田赳夫內閣       | 1977年11月28日 - 1978年12月7日  | 沖繩開發廳長官                                                      |
| 26                         | 三原朝雄       | 第一屆大平內閣     | 1978年12月7日 - 1979年11月9日   | 沖繩開發廳長官                                                      |
| 27                         | 小淵惠三       | 第二屆大平內閣     | 1979年11月9日 - 1980年7月17日   | 沖繩開發廳長官                                                      |
| 28                         | 中山太郎       | 鈴木善幸內閣       | 1980年7月17日 - 1981年11月30日  | 沖繩開發廳長官                                                      |
| 29                         | 田邊國男       | 鈴木善幸內閣       | 1981年11月30日 - 1982年11月27日 | 沖繩開發廳長官                                                      |
| 30                         | 丹羽兵助       | 第一屆中曾根內閣   | 1982年11月27日 - 1983年12月27日 | 沖繩開發廳長官                                                      |
| 31                         | 中西一郎       | 第二屆中曾根內閣   | 1983年12月27日 - 1984年6月30日  | 沖繩開發廳長官                                                      |

## 廢止時組織架構

### 幹部
- 內閣總理大臣
- 内閣官房長官
- 内閣官房副長官（1998年7月編制3名）
- 總理府政務次官（1999年9月20日設置）
- 總理府次長（1名）

### 内部部局
- （內閣總理）大臣官房
- 賞勳局

### 外局
- 公正取引委員會
- 國家公安委員會
  - 警察廳
- 公害等調整委員會（日语：公害等調整委員会）
- 金融再生委員會（日语：金融再生委員会）
  - 金融廳
- 宮内廳
- 總務廳
- 北海道開發廳
- 防衛廳
  - 防衛施設廳（日语：防衛施設庁）
- 經濟企劃廳（日语：経済企画庁）
- 科學技術廳（日语：科学技術庁）
- 環境廳
- 沖繩開發廳
- 國土廳
- 行政管理廳（日语：行政管理庁）